# Huntířov (Vítězná)
Huntířov je část obce Vítězná v okrese Trutnov. Nachází se na jihu Vítězné. V roce 2009 zde bylo evidováno 183 adres. V roce 2001 zde trvale žilo 503 obyvatel.
Huntířov je také název katastrálního území o rozloze 4,9 km2. V katastrálním území Huntířov leží i Bukovina a Komárov. Huntířov leží i v katastrálním území Kocléřov o rozloze 12,61 km2.

## Historie
První písemná zmínka o obci pochází z roku 1654.

## Pamětihodnosti
- Pomník obětem 1. a 2. světové války
- Smírčí kříž
- Venkovský dům čp. 46
- Kostel svatého Jana Nepomuckého